# Lerdammlöpare
Lerdammlöpare (Acupalpus meridianus) är en skalbaggsart som beskrevs av Carl von Linné 1761. Lerdammlöpare ingår i släktet Acupalpus och familjen jordlöpare. Arten är reproducerande i Sverige. Inga underarter finns listade i Catalogue of Life.

## Bildgalleri

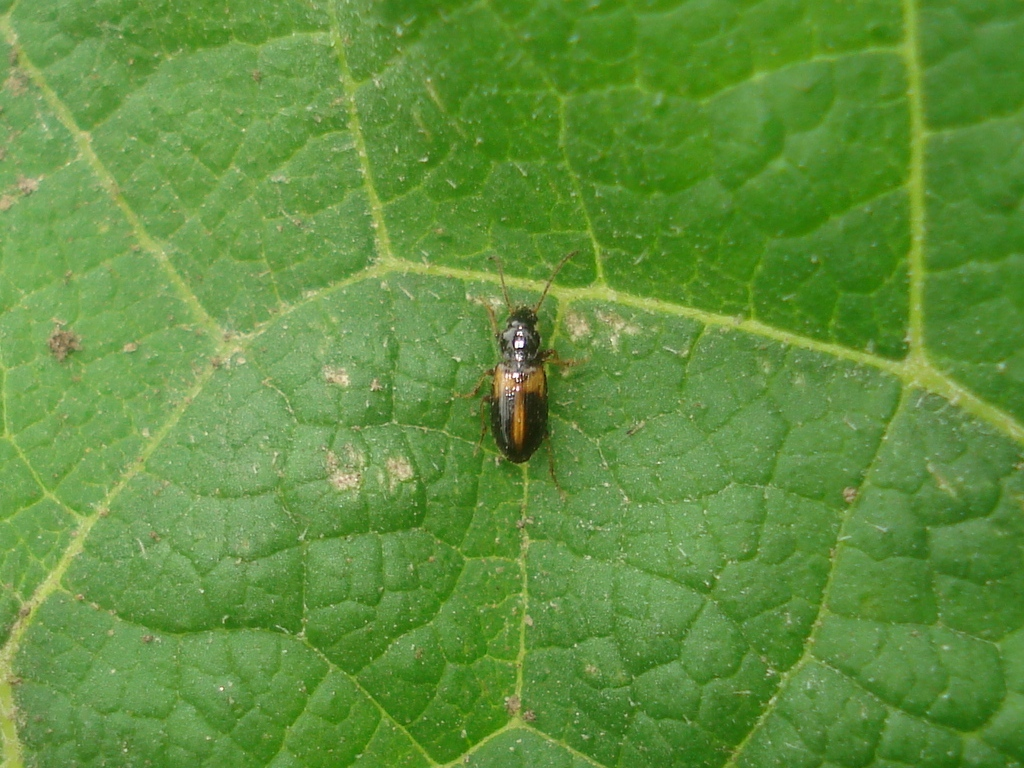
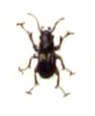